# Niedźwiada Łowicka
Niedźwiada Łowicka – przystanek kolejowy w Niedźwiadzie, w województwie łódzkim, w Polsce.

## Ruch pasażerski[1]
| Rok  | Wymiana pasażerska na dobę |
| ---- | -------------------------- |
| 2017 | 150-199                    |
| 2018 | 200-299                    |
| 2019 | 150-199                    |
| 2020 | 10-19                      |
| 2021 | 20-49                      |
| 2022 | 20-49                      |
| 2023 | 20-49                      |